# Нейко, Евгений Михайлович
Евгений Михайлович Нейко (укр. Євген Михайлович Нейко; 7 октября 1932, пгт. Смотрич — 24 мая 2010, Ивано-Франковск) — советский и украинский врач-терапевт, доктор медицинских наук, профессор, действительный член (с 1997) и член Президиума Национальной академии медицинских наук Украины, член учёного совета Министерства здравоохранения Украины, ректор Ивано-Франковского национального медицинского университета (1987—2010), основатель Прикарпатской терапевтической школы. На научной основе реорганизовал работу кардиологической службы Ивано-Франковской области. Провёл масштабные исследования обмена микро- и макроэлементов в кардиологии, пульмонологии и других областях терапии. За синтез фитопрепарата «Уролесан» и гепатопротектора «Трицинол» награждён Государственной премией Украины в области науки и техники. Будучи 23 года ректором ИФНМУ, за это время провёл ряд административных мероприятий, способствовавших улучшению педагогической, научно-исследовательской и клинико-диагностической работы.

## Биография

### Рождение, ранние годы

Михаил Моисеевич Нейко

Вторая слева — Ольга Кирилловна Нейко

Евгений Михайлович Нейко родился 7 октября 1932 года в районном центре — селе Смотрич Винницкой области Украинской ССР (ныне Дунаевецкого района Хмельницкой области Украины) в крестьянской семье. Отец его — Михаил Моисеевич Нейко, мать — Ольга Кирилловна. Детство было тяжёлым: оно пришлось на период голода на Украине 1932—1933 годов, когда ему шёл 9-й год, началась Великая Отечественная война и он с родителями оказался на оккупированной территории. После освобождения Проскуровской области (теперь — Хмельницкая) весной 1944 года Евгений принимал участие в работе в тылу в начале для нужд фронта, а после Победы — в восстановлении разрушенного народного хозяйства. Работая с лошадьми, Евгений до конца жизни любил этих животных. Уже тогда мальчик проявил большое желание учиться, много читал, и учителя советовали родителям отправить его продолжить учёбу. В 17 лет Евгений Михайлович принял решение стать врачом. Поэтому, когда в 1950 он окончил Смотрицкую среднюю школу, он решил поступить в мединститут.

### Личная жизнь
Жена Евгения Михайловича: Надежда Николаевна Борщ, педиатр. Сын: Василий Евгеньевич Нейко, терапевт, доктор медицинских наук, профессор, с 1993 года — зав. кафедрой пропедевтики внутренней медицины ИФНМУ. Невестка: Нила Васильевна Нейко, стоматолог, к. мед. н., профессор кафедры терапевтической стоматологии ИФНМУ. Внучка: Нейко Оксана Васильевна, провизор.

### Становление
В 1950 году Евгений Михайлович Нейко поступил в Станиславский государственный медицинский институт. Во время учёбы он был старостой курса. В 1956 году Евгений Михайлович с отличием окончил институт. В том же году он поступил в очную аспирантуру по специальности «патологическая физиология». Первым его научным руководителем был Михаил Михайлович Смык, первый в истории института заведующий кафедрой патофизиологии в 1949—1957. Вторым его научным руководителем была Сара Моисеевна Минц. В 25 января 1962 на базе Донецкого медицинского института им. Максима Горького Е. М. Нейко защитил кандидатскую диссертацию на тему: «Особенности реактивности организма при остром перитоните при сочетании с кровотечением» (укр. Особливості реактивності організму при гострому перитоніті при поєднанні з кровотечею). Научным руководителем диссертации был М. М. Смык, который к этому времени стал заведующим кафедрой патологической физиологии Луганского медицинского института, официальными оппонентами — профессор Е. М. Дикштейн и Н. Н. Транквилитати. По теме диссертации им было написано 9 научных трудов, из них 7 статей в научных журналах, в которых полностью описана тема научной работы. С 1961 до 1965 он работал ассистентом на кафедре патофизиологии.

### Расцвет, зрелые годы

#### Ассистент кафедры факультетской терапии
В 1966 году Евгений Михайлович Нейко стал ассистентом кафедры факультетской терапии. Здесь он работал под руководством Моисея Лазаревича Авиосора. Авиосор в 1930-х гг. непосредственно работал под руководством учёного Н. Д. Стражеско над такими темами, как ХСН и циркуляторная дистрофия головного мозга. Таким образом, созданную в будущем Е. М. Нейко Прикарпатскую терапевтическую школу можно считать основанной на традициях старейшей на территории современной Украины Киевской терапевтической школы.

#### Доцент кафедры факультетской терапии
В 1967 году Евгений Михайлович Нейко стал доцентом кафедры факультетской терапии. В это время в университете активно развивалось учение Г. А. Бабенко о роли микроэлементов в медицине. Е. М. Нейко начал исследовать динамику микроэлементов меди, цинка, железа и макроэлементов калия и натрия при перитоните и кровопотере.
Заинтересованность в исследовании функций печени при перитоните привела к написанию докторской диссертации «Некоторые показатели обмена веществ и функциональные особенности печени при экспериментальном перитоните» (укр. Деякі показники обміну речовин і функціональні особливості печінки при експериментальному перитоніті). Актуальность её заключалась в том, что к тому времени под воздействием современных антибиотиков произошёл патоморфоз гнойных процессов, в ходе течения которых начали развиваться неадекватные реакции организма на инфекцию.
Диссертацию он защитил в 28 февраля 1968 на базе Львовского медицинского института. Научными консультантами были Г. А. Бабенко и С. М. Минц, официальными оппонентами — доктора медицинских наук И. И. Федоров, Т. Т. Глухенький и М. П. Подильчак.
После защиты диссертации в 35 лет Е. М. Нейко стал самым молодым доктором медицинских наук в ИФГМИ. По теме докторской диссертации им было опубликовано 30 научных работ. В дальнейшем Евгений Михайлович продолжил изучение данной темы в клинике.

#### Профессор кафедры факультетской терапии
В 1970 году Евгений Михайлович Нейко стал профессором кафедры факультетской терапии. По сообщениям современников, ему было довольно трудно перейти с теоретической кафедры на клиническую, однако в этом Евгению Михайловичу помогли глубокие знания медицины, доброта и уважение к больным и помощь старших товарищей, в том числе профессора Вакалюка Петра Михайловича и доцента Волосянко Богдана Михайловича. В результате Е. М. Нейко стал настолько опытным специалистом, что уже с января 1972 года стал заведующим кафедрой, которой продолжал руководить до конца жизни.
Работа на кафедре под руководством Евгений Михайлович Нейко велась, преимущественно, в трёх направлениях: собственно педагогический процесс, научно-исследовательская работа и помощь органам здравоохранения. Педагогическая работа заключалась в подготовке студентов медицинского факультета IV и VI курса. На базе кафедры под непосредственной курацией Е. М. Нейко работал студенческий кружок.
До 1986 г. базой кафедры было терапевтическое отделение 1-й городской больницы на улице Матейко. С 1986 года стараниями Евгения Михайловича базой кафедры стала гораздо более современная новая областная клиническая больница. Здесь учебный процесс, научно-исследовательская и клинико-диагностическая робота проводятся в ревматологическом, гастроэнтерологическом, аллергологическом и нефрологическом отделениях.

#### Руководящие должности
С 1976 по 1979 год Евгений Михайлович Нейко был деканом медицинского факультета. Так как в то время факультет был единственным в институте, это была очень важная и ответственная должность. Во время работы на этой должности Е. М. Нейко проявил свои руководящие способности (заметно возросла дисциплина и успеваемость студентов), и это, безусловно, способствовало его дальнейшему продвижению по карьерной лестнице.
В 1979 Евгений Михайлович Нейко стал проректором по научной работе и работал на этой должности до 1987 года. Будучи проректором по научной работе, он фактически предопределил направление научной работы университета, которая продолжалась до начала 1-го десятилетия XXI столетия. На научной основе были организованы областной клинический кардиологический диспансер и дистанционный диагностический центр, сформированы кардиологическая, пульмонологическая, нефрологическая и эндоскопическая службы. Благодаря Е. М. Нейко были заложены основы будущих научных школ университета и активно развивалась его собственная терапевтическая школа, которая в будущем стала в одном ряду с Киевской, Харьковской и Днепропетровской. По темпу подготовки научно-педагогических кадров институт занял одно из первых мест в республике. В том числе благодаря этому в будущем, в 1994, академия получила IV уровень аккредитации. С 1979 по 1987 гг. Евгений Михайлович Нейко лично подготовил 1 доктора медицинских наук, Нестора Николаевича Сердюка, в будущем одного из своих наиболее талантливых учеников, и 10 кандидатов медицинских наук.

#### Ректор. Академик АМН Украины
С 1987 года Евгений Михайлович Нейко — ректор ИФГМИ. С этого же года он возглавляет Ивано-Франковский фонд милосердия и здоровья.
В 1992 году Евгений Михайлович стал действительным членом Академии наук технологической кибернетики Украины.
В 1994 году Е. М. Нейко избран членом-корреспондентом АМН Украины, а 8 апреля 1997 — действительным членом.
С 1998 года он — почётный член Академии Медицинских Наук Польши.
В период с 1998 по 2001 год Евгения Михайловича Нейко признали человеком Прикарпатья, наградили орденами «За заслуги» І, ІІ, ІІІ степеней, Малой и Большой золотой медалью за гуманизм имени Альберта Швейцера, серебряной Георгиевской Медалью Украины «Честь, Слава, Труд» ІV степени и избрали членом Президиума АМН Украины.
В 2002—2008 Е. М. Нейко избрали членом Комиссии АМН Украины по именным премиям АМН Украины; членом Президиумов Ассоциаций внутренней медицины, терапии, кардиологии, гастроэнтерологии, ревматологии, Мировой федерации украинских врачебных обществ (укр. СФУЛТ) и Почетным председателем областного фонда «Милосердие», координатором канадско-украинской программы оздоровления детей по линии канадского фонда «Детям Чернобыля» и программы оздоровления жителей области по линии организации «Каритас».

### Конец жизни, смерть
Евгений Михайлович Нейко до конца жизни продолжал активно заниматься административной и научной работой, в том числе на кафедре (принимал участие в обходах, принимал экзамены, читал лекции IV курсу). Однако в начале 2010 он тяжело заболел и был вынужден лечь в больницу. 24 мая 2010 года он умер вследствие тяжёлой хронической болезни. 25 мая состоялась церемония прощания в центральном корпусе ИФНМУ. 26 мая состоялись похороны в мемориальном комплексе Демьянов Лаз. Глубокое сочувствие семье Нейко, сотрудникам, студентам и воспитанникам ИФНМУ высказали глава Ивано-Франковской областной государственной администрации М. В. Вишиванюк, глава областного совета И. Олийнык и городской глава В. А. Анушкевичус.

## Достижения

### Кардиология
В кардиологии Евгений Михайлович Нейко впервые в Ивано-Франковской области применил при ИБС гелий-неоновый лазер для облучения крови кубитальной вены, лазерную акупунктуру, трансторакальное лазерное облучение зоны инфаркта миокарда при его передней локализации. Впервые в Ивано-Франковске под его руководством В. М. Якимчук применил метаболический микроэлементный препарат оркомин.
Среди его достижений как администратора можно назвать организацию специализированных кардиологических бригад, снабжение их необходимым оборудованием (дефибрилляторами, портативными кардиографами, сумками врача-кардиолога), улучшение обучения врачей.

### Фармакология
Ф. И. Мамчур и Е. М. Нейко в 1976 году создали фитопрепарат «Уролесан» и в том же году получили на него авторское свидетельство Государственного комитета по изобретениям. За это, а также синтез гепатопротектора «Трицинол», в 1992 году Евгений Михайлович Нейко был награждён Государственной премией Украины в области науки и техники.
Среди других синтезированных фитопрепаратов можно назвать «Бифтол», созданный Е. М. Нейко вместе с В. И. Боцюрко под патентом № 54712А, 7А61К35/74. Он состоит из порошка топинамбура, содержащего пребиотик инулин, и лиофилизированных бифидобактерий. Ими же разработано его применение при диабетическом гепатозе.

### Биохимия
Из исследований Евгения Михайловича Нейко, продолживших традицию одного из его предшественников, биохимика Г. А. Бабенко, можно назвать изучение влияния геохимической среды на организм при атеросклерозе, ИБС, болезнях органов дыхания и пищеварения в 1978—1989. В том числе он исследовал влияния минеральных вод моршинских источников № 1 и № 6 и трускавецких («Нафтуся»).
Им были проведены исследования по коррекции обмена микроэлементов и активности металлоферментов при помощи цинка и хрома. Плодом этой работы стала монография, написанная совместно с Л. Р. Ноздрюхиным и И. П. Ванджурой «Микроэлементы и атеросклероз». В дальнейшем он исследовал роль при атеросклерозе других микроэлементов (меди, марганца, кобальта и железа). Было проведено исследование содержания микроэлементов в организме 205 пациентов с разными стадиями болезни. Практическим результатом было открытие позитивного влияния при атеросклерозе коронарных сосудов I—III ст. валериановокислого цинка и применение с позитивными результатами при ИБС водного раствора тривалентного хрома.
Исследование обмена веществ при острой пневмонии, бронхиальной астме и других болезнях, ведущих к дыхательной недостаточности, обнаружило нарушения обмена микроэлементов; были предложены пути к их коррекции.
Среди последних его работ было исследование экологии на здоровье жителей Прикарпатья. Было исследовано влияние аэротехногенного загрязнения на разных предприятиях области, в том числе Бурштынской ГРЭС. По инициативе Е. М. Нейко при ИФНМУ создан экологический совет, который вместе с соответствующим управлением осуществляет мониторинг экологической ситуации в крае.

### Ревматология
Евгений Михайлович Нейко вместе со своими учениками, в том числе профессором Головач Ириной Юрьевной и профессором Яцишиным Романом Ивановичем, провёл ряд исследований в ревматологии. Было проведено исследование лимфотропной терапии при ревматоидном артрите и профилактики его осложнений. Было проведено масштабное исследование на современном уровне остеопороза, в связи с чем была обустроена лаборатория денситометрии в ОКБ, вторая на Украине после аналогичной в Тернополе. Под руководством Е. М. Нейко в ИФНМУ начались исследования вторичного остеопороза, прежде всего, глюкокортикоид-индуцированного. Результатом этих исследований явилось проведение 1-й на Украине научно-практической конференции по глюкокортикоид-индуцированному остеопорозу в марте 2000 года в Ивано-Франковске, а также выход книги «Глюкокортикоид-индуцированный остеопороз» в соавторстве с И. Ю. Головач и В. В. Поворознюком. Эта монография до сих пор является единственной на данную тему на территории Украины. Под руководством Е. М. Нейко защищено 2 докторские диссертации по проблеме ревматических заболеваний и 11 — кандидатских.

### Административные достижения как ректора ИФНМУ
В ИФНМУ с 1987 года при непосредственном участии Евгения Михайловича Нейко как его руководителя произошло много преобразований. В 1992 в академии был основан факультет последипломного образования, в 1997 — отделение по подготовке медицинских сестер и зубных техников, в 1999 — педиатрический и фармацевтический факультет.
Были построены спорткомплекс с плавательным бассейном и актовый зал, лекционные аудитории и 12-квартирный жилой дом для работников университета. Также было построено 4 новых корпуса, открыта университетская клиника и научно-производственная база «Арника» в городе Яремче. В 2001 в новом помещении был открыт музей истории академии. В 1999 при областной клинической больнице под эгидой и частично на деньги академии началось строительство нового хирургического корпуса.
При содействии Е. М. Нейко при кафедре неврологии № 1 на базе отделения сосудистой неврологии в областной клинической больнице была организована лаборатория транскраниальной доплерографии, на кафедру хирургической стоматологии на базе областной стоматологической больницы был приобретён операционный лапароскоп и панорамный рентгенаппарат. Вместе с доктором медицинских наук Л. Е. Ковальчук Евгений Михайлович организовал генетическую лабораторию «Центральная научно-исследовательская лаборатория», с 1999 года преобразованную в научный центр медицинской генетики. Благодаря Е. М. Нейко электронно-микроскопическая лаборатория кафедры анатомии человека получила современный электронный микроскоп высокой разрешающей способности с компьютерным управлением. На основе исследования Евгением Михайловичем вопросов ревматологии на базе рентгенологического отделения в ОКБ при его содействии открыта специальная лаборатория денситометрии.
С 1994 года Евгений Михайлович — главный редактор журнала «Галицкий врачебный вестник» (укр. Галицький лікарський вісник), а с 2002 — «Архив клинической медицины» (укр. Архів клінічної медицини).
Одним из главных достижений Е. М. Нейко можно назвать то, что именно благодаря его стараниям как руководителя 27 ноября 2008 ИФГМУ стал национальным. Такой статус даёт университету большие преимущества с точки зрения престижа, администрирования и финансирования.

### Изобретательская и рационализаторская деятельность
Евгений Михайлович Нейко — автор 23 изобретений и 58 рационализаторских предложений. В 2005 в Ивано-Франковске он издал книгу «Изобретательство и рационализаторство в медицине» (укр. Винахідництво і раціоналізаторство в медицині).

## Оценки

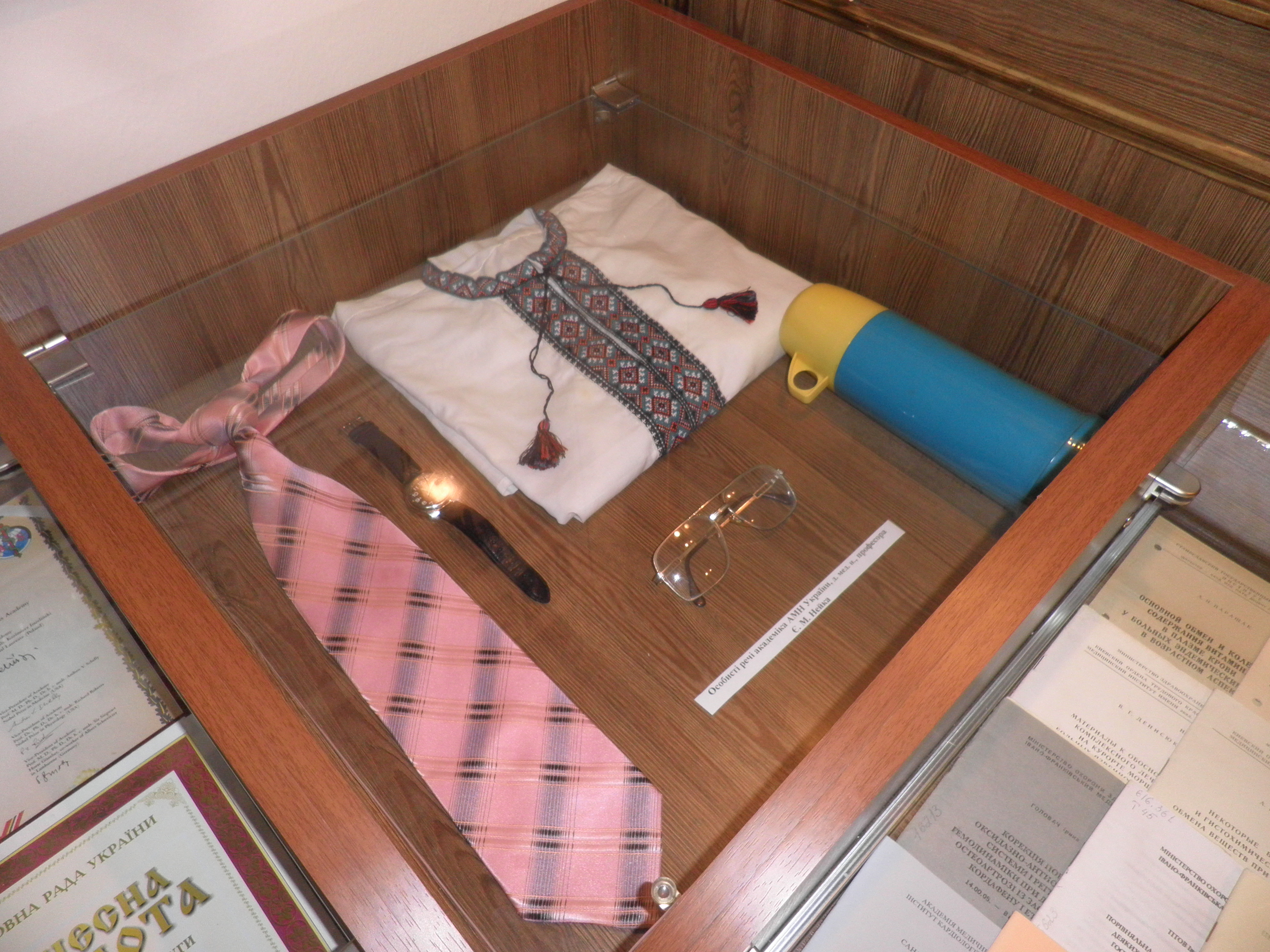
Вещи, принадлежащие Евгению Михайловичу Нейко, находящиеся в музее его имени.

### Награды и звания
- Заслуженный работник высшей школы УССР (1985)[29]
- Государственная премия Украины в области науки и техники (1992)[43]
- Почётный знак отличия Президента Украины (1995)[43]
- Полный кавалер ордена «За заслуги» (І, ІІ, ІІІ степеней)
- Почётная грамота Верховной Рады Украины[укр.][43]
- Премия Национальной академии медицинских наук Украины (1999)[29]
- Малая и Большая золотая медаль за гуманизм[англ.] Альберта Швейцера[43]
- Серебряная Георгиевская Медаль Украины «Честь, Слава, Труд» ІV степени[43]
- Памятная медаль им. С. П. Боткина[43]
- Почётный знак «Отличник здравоохранения»[43]
- Почётный знак «Отличник высшей школы»[43]
- Диплом «Международный академический Рейтинг популярности и качества Золотая Фортуна»,
- Крест-орден «За убедительные заслуги»[43]
- Почетный профессор Тернопольского государственного медицинского университета имени И. Я. Горбачевского[44]

### Мнения
На официальном сайте НАМН Украины, одной из отраслевых государственных научных организаций, написано:

«Один з провідних учених в галузі терапії».

### Память
23 мая 2011 года к годовщине со дня смерти Евгения Михайловича Нейко кафедре внутренней медицины № 1 с курсом клинической иммунологии и аллергологии было присвоено его имя, а в областной клинической больнице был создан его музей.
4—5 октября 2012 года в ИФНМУ состоялась Научно-практическая конференция с международным участием «Терапевтические чтения: современные аспекты диагностики и лечения заболевания внутренних органов», посвящённая 80-летию со дня рождения академика АМН Украины Евгения Михайловича Нейко.

## Список произведений
Всего Евгений Михайлович Нейко опубликовал 826 научных работ, автор и соавтор 24 монографий. Важнейшие среди них:
1. Л. Р. Ноздрюхина, Е. М. Нейко, И. П. Ванджура. Микроэлементы и атеросклероз / Ноздрюхина, Людмила Романовна. — Москва: Наука (издательство), 1985. — 224 с. Архивировано 27 сентября 2013 года.
2. Е. М. Нейко, М. В. Дебенко, А. С. Лажо. Амбулаторный прием терапевта. — Киев: Здоров’я, 1986. — 346 с. — 110 000 экз. Архивировано 28 августа 2011 года.
3. Е. М. Нейко, Б. Ю. Шпак. Острые пневмонии / Е. М. Нейко. — Киев: Здоров’я, 1990. — 151 с. — (Библиотека практического врача. Терапия). — ISBN 5-311-00472-X. Архивировано 28 сентября 2013 года.
4. В. Е. Нейко, В. П. Процюк, Е. М. Нейко, В. Д. Гайдаш. Лечение больных хроническими диффузными заболеваниями печени с применением этимизола. — Киев: Вища школа, 1990. — 110 с. — ISBN 5-11-003567-9. Архивировано 28 сентября 2013 года.
5. Современные методы лечения терапевтических больных / Е. М. Нейко. — Ивано-Франковск, 1990. — 156 с. — ISBN 5-7707-0074-2. Архивировано 28 сентября 2013 года.
6. Е. М. НейкоЕ. М. Нейко, Е. П. Мельман, Н. Н. Середюк, В. Е. Нейко. Уход за больными: учебное пособие для студентов 1, 2, 3 курсов медицинских институтов. — Ивано-Франковск, 1990. — 130 с. — ISBN 5-7707-0096-3. Архивировано 28 сентября 2013 года.
7. Є. М. Нейко, В. І. Боцюрко. Внутренние болезни = Внутрішні хвороби / Є. М. Нейко. — Коломия: Вік, 1997. — 544 с. — ISBN 966-7364-56-9. (недоступная ссылка)
8. І. Г. Дацун, Є. М. Нейко. Гломусные системы: фундаментально-клинические аспекты = Гломусні системи: фундаментально-клінічні аспекти / Дацун, Іван Григорович. — Івано-Франківськ: Лілея-НВ, 1997. — 143 с. — ISBN 966-7263-16-9.
9. Ю. І. Децик, Є. М. Нейко, Л. А. Пиріг. Пропедевтика внутренних болезней = Пропедевтика внутрішніх хвороб / Ю. І. Децик. — Київ: Здоров’я, 1998. — 504 с. — ISBN 5-311-00903-9. (недоступная ссылка)
10. Є. М. Нейко, І. Ю. Головач, В. В. Поворознюк. Глюкокортикоид-индуцированный остеопороз = Глюкокортикоїд-індукований остеопороз. — Київ: ТНК, 2000. — 208 с.
11. Немедикаментозное лечение внутренних болезней = Немедикаментозне лікування внутрішніх хвороб / Є. М. Нейко. — Тернопіль: Укрмедкнига, 2000. — 270 с. — ISBN 966-7364-56-9. (недоступная ссылка)
12. Н. М. Середюк, Є. М. Нейко, І. П. Вакалюк, І. Г. Купновицька, С. Я. Орнат, Н. Л. Глушко, В. Н. Середюк. [kassiopeya.com/scripts/ajax.php?task=look_inside&id=2xcjnjga4iryw Внутренняя медицина: учебник] = Внутрішня медицина: підручник / Є. М. Нейко. — Київ: Медицина, 2009. — 1104 с. — ISBN 978-966-10-0067-3.